# رابرت هوکس
رابرت هوکس (به انگلیسی: Robert Hooks) (زاده ۱۸ آوریل ۱۹۳۷)، بازیگر آمریکایی است.
از فیلم‌های معروف او می‌توان به بازی در فیلم مسافر ۵۷، گروه تعقیب و گریخت اشاره کرد.